# Stralsunder Konsistorium
Das Stralsunder Konsistorium war vom 16. bis 19. Jahrhundert eine Gerichts- und Verwaltungsbehörde der evangelisch-lutherischen Kirche (Konsistorium) in der Stadt Stralsund. 
Das Konsistorium wurde 1575 als eine Einrichtung der Stadt Stralsund gegründet. Sein Zuständigkeitsbereich beschränkte sich auf die Stadt Stralsund innerhalb der Stadtmauern, erst 1810 wurde der Zuständigkeitsbereich auf die Vorstädte ausgedehnt. Damit war Stralsund die einzige Stadt innerhalb Pommerns, die ein eigenes Konsistorium besaß; das umliegende Land gehörte zum Zuständigkeitsbereich des Greifswalder Konsistoriums. 
Mitglieder des Stralsunder Konsistoriums waren ein Direktor, zwei Ratsverwandte, der Stralsunder Superintendent, der erste Pastor der Marienkirche und der erste Pastor der Nikolaikirche. 
1662 wurde das Konsistorium im damaligen Schwedisch-Pommern ausdrücklich als Gericht anerkannt. Der Rechtsweg gegen Entscheidungen des Konsistoriums ging zum Stralsunder Rat und von dort zum Wismarer Tribunal, dem höchsten Gerichtshof für die schwedischen Lehen im Heiligen Römischen Reich.
Das Stralsunder Konsistorium verlor im Jahre 1815 nach dem Übergang Schwedisch-Pommerns an Preußen im Rahmen der Umgestaltung der Konsistorien in Preußen seine Verwaltungsaufgaben zugunsten des für die Provinz Pommern neuerrichteten Konsistoriums der Provinz Pommern. Beschränkt auf die Aufgaben als geistliches Gericht existierte das Stralsunder Konsistorium noch bis 1849 weiter. 